# 61-я воздушная армия
61-я воздушная армия Верховного Главного командования (сокр. 61 ВА ВГК) — объединение (воздушная армия) Военно-воздушных сил России в подчинении центрального верховного командования ВВС, военно-транспортная авиация Вооружённых Сил России. Командующий 61-й воздушной армией — генерал-лейтенант Качалкин Виктор Тимофеевич (назначен на должность 22 февраля 2007 года).
В 2009 году переформирована в Командование военно-транспортной авиации.

## Состав
- 12-я военно-транспортная авиационная Мгинская Краснознамённая дивизия — Тверь (Мигалово):
  - 196-й гвардейский военно-транспортный авиационный полк — Тверь (Мигалово) — Ил-76
  - 566-й Солнечногорский Краснознаменный Ордена Кутузова III степени военно-транспортный авиационный полк — Сеща — Ан-124, Ил-76
  - 117-й военно-транспортный авиационный Берлинский ордена Кутузова полк — Оренбург (Оренбург-2) — Ил-76, Ан-12
  - 76-я отдельная гвардейская военно-транспортная авиационная Ленинградская Краснознамённая эскадрилья — Тверь (Мигалово) — Ан-22
  - 81-й военно-транспортный авиационный полк
- (расформирован) 103-й гвардейский военно-транспортный авиационный Красносельский Краснознамённый полк имени В. С. Гризодубовой — Смоленск (Северный) — Ил-76
- (расформирован) 110-й военно-транспортный авиационный Комсомольско-Трансильванский Краснознамённый полк — Великий Новгород (Кречевицы) — Ил-76МД
- 334-й военно-транспортный авиационный Берлинский Краснознамённый полк — Псков (Кресты) — Ил-76
- 463-й отдельный батальон связи  Ногинск  ( в/ч 93810 )
- 708-й гвардейский военно-транспортный авиационный Керченский Краснознамённый полк — Таганрог (Центральный) — Ил-76
- 78-я отдельная военно-транспортная авиационная эскадрилья — Клин (Клин-5) — Ил-76 (Ан-26/Ту-134?)
- 224-й лётный отряд военно-транспортной авиации — Тверь (Мигалово) — коммерческие перевозки на Ил-76, Ан-124, Ан-124-100
- 610-й центр боевого применения и переучивания лётного состава военно-транспортной авиации имени Маршала авиации Н. С. Скрипко — Иваново (Северный)
  - инструкторская военно-транспортная авиаэскадрилья (ныне переименована в учебную авиационную эскадрилью)— Ил-76
- база хранения авиатехники — Тверь (Мигалово) — хранение Ан-22